# Suite sur des airs populaires grecs
La Suite sur des airs populaires grecs, op.10, est une œuvre de Maurice Emmanuel composée en 1907 pour violon et piano. L'œuvre se présente aussi comme « Quatre danses populaires grecques harmonisées », développant l'intérêt du compositeur pour les modes des différents folklores. 

## Composition

### Contexte
Maurice Emmanuel entreprend la composition de la Suite sur des airs populaires grecs à l'occasion d'une conférence sur la musique populaire grecque qu'il prépare pour l'année 1908, dans le cadre de l'association philhellénique « l'Hellenismos », fondée en 1904 et comptant des hommes politiques grecs et français (Nikolaos Deligiannis, Aristide Briand, Georges Clemenceau) et des intellectuels (Pierre de Coubertin, Théodore Reinach).
Le matériau mélodique est emprunté au rapport d'Hubert Pernot sur la mission scientifique réalisée dans l'île de Chios en 1898. Les airs populaires transcrits dans cet ouvrage avaient déjà motivé l'harmonisation réalisée par Maurice Ravel pour ses Cinq mélodies populaires grecques, de 1904 à 1906. Dans les deux partitions, la deuxième pièce est construite sur la même mélodie.

### Création
La Suite sur des airs populaires grecs est créée en audition privée le 3 février 1909 avec le compositeur au piano. Il faut attendre cinq ans pour la première audition publique, lors d'un concert pour enfants au théâtre de l'Étoile, le 14 mai 1914 avec Théodore Laforge au violon et Jeanne Alvin au piano. L'œuvre est publiée la même année aux éditions Durand.

## Analyse

### Structure
L'œuvre est en quatre mouvements :
1. « Khasarikos » — Allegro moderato ( = 66) de 100 mesures (dont 8 de reprise) à 
 ;
2. « Marmaro et Amades » — Allegretto ( = 96) de 86 mesures à 
 et 
 ;
3. « Pyrghi » — Allegro ma non troppo ( = 112) de 85 mesures à 
 ;
4. « Boulgarikos » — Allegro energico ( = 126) de 91 mesures à 
 et 
.

## Postérité
Qualifiée d'« œuvre mineure » par Christophe Corbier, biographe de Maurice Emmanuel, la Suite sur des airs populaires grecs se révèle « étonnamment proche des meilleures réussites de Béla Bartók dans le même genre » selon Harry Halbreich : « on pense, par exemple, à ses célèbres Danses roumaines, mais avec une bien plus grande richesse modale ».

## Discographie
- Dans un caractère populaire (avec la Sonate pour violon et piano n° 3 et les Impressions d'enfance de Georges Enesco) — interprétée par Patrick Bismuth (violon) et Anne Gaels (piano) — Harmonia Mundi HM 76X2, 2001,
- Maurice Emmanuel : musique de chambre — interprétée par Alexis Galpérine (violon) et Laurent Wagschal (piano) — Timpani 1C1167, 2010,
- Maurice Emmanuel, Chamber music and songs (avec la Sonate pour violon et piano op.6 et les Musiques op.17) — interprétée par Frédéric Angleraux (violon) et François Killian (piano) — Toccata Classics TOCC0231, 2014.

### Ouvrages généraux
- Harry Halbreich, « Maurice Emmanuel », dans François-René Tranchefort (dir.), Guide de la musique de chambre, Paris, Fayard, coll. « Les Indispensables de la musique », 1987, 995 p. (ISBN 2-213-02403-0, OCLC 21318922, BNF 35064530), p. 307-309.

### Monographies
- Christophe Corbier, Maurice Emmanuel, Paris, Bleu nuit éditeur, 2007, 176 p. (ISBN 2-913575-79-X).
- Sylvie Douche (dir.), Maurice Emmanuel, compositeur français, Université de Paris-Sorbonne (Paris IV), Prague, Bärenreiter, 2007, 288 p. (ISBN 978-80-86385-34-1 et 80-86385-34-5, OCLC 312635540).